# Gerry Rafferty
Gerald "Gerry" Rafferty (16. dubna 1947 – 4. ledna 2011) byl skotský zpěvák a písničkář, známý pro svůj sólový hit "Baker Street" a hity "Right Down the Line", "Stuck in the Middle" se skupinou Stealers Wheel.

## Mládí
Narodil se 16. dubna 1947 v dělnické rodině v Paisley. Byl nechtěným třetím dítětem Mary Skeffingtonové a Josefa Raffertyho (zemřel 1963). Rafferty vyrostl v nájemním domě města Paisley v panství Glenburn a vzdělání získal na St Mirin's Academy. Jeho otec byl irského původu, alkoholik, horník a řidič nákladního auta, který zemřel, když bylo Geraldovi 16 let. Inspirován svou skotskou matkou, která jej přivedla jako malého chlapce k irským a skotským lidovým písním a ovlivněn hudbou The Beatles a Boba Dylana, začal psát své vlastní písně.

## Diskografie

### Alba
| Rok       | Titul                                                       | U.S. Chart | UK Albums Chart | RIAA Certification | BPI Certification |
| --------- | ----------------------------------------------------------- | ---------- | --------------- | ------------------ | ----------------- |
| 1972      | Can I Have My Money Back                                    | —          | —               | —                  | —                 |
| 1978      | City to City                                                | 1          | 6               | Platinum           | Gold              |
| 1979      | Night Owl                                                   | 29         | 9               | Gold               | Gold              |
| 1980      | Snakes and Ladders                                          | 61         | 15              | —                  | Silver            |
| 1982      | Sleepwalking                                                | —          | 39              | —                  | —                 |
| 1988      | North and South                                             | —          | 43              | —                  | —                 |
| 1993      | On a Wing and a Prayer                                      | —          | 73              | —                  | —                 |
| 1994      | Over My Head                                                | —          | —               | —                  | —                 |
| 2000      | Another World                                               | —          | —               | —                  | —                 |
| Kompilace |                                                             |            |                 |                    |                   |
| 1974      | Gerry Rafferty (hlavně nahrávky se skupinou The Humblebums) | —          | —               | —                  | —                 |
| 1984      | First Chapter                                               | —          | —               | —                  | —                 |
| 1995      | One More Dream: The Very Best of Gerry Rafferty             | —          | 17              | —                  | —                 |
| 2006      | Days Gone Down: The Anthology: 1970–1982                    | —          | —               | —                  | —                 |
| 2009      | Life Goes On                                                | —          | —               | —                  | —                 |

### Singly
| Rok  | Titul                        | U.S. Hot 100 | UK Singles Chart |
| ---- | ---------------------------- | ------------ | ---------------- |
| 1978 | "Baker Street"               | 2            | 3                |
| 1978 | "Right Down The Line"        | 12           | -                |
| 1978 | "Home and Dry"               | 28           | -                |
| 1979 | "Night Owl"                  | -            | 5                |
| 1979 | "Days Gone Down"             | 17           | -                |
| 1979 | "Get It Right Next Time"     | 21           | 30               |
| 1980 | "Bring It All Home"          | -            | 54               |
| 1980 | "Royal Mile (Sweet Darlin')" | 54           | 67               |
| 1990 | "Baker Street" (remix)       | -            | 53               |